# Le Postillon de Lonjumeau
Le Postillon de Lonjumeau és un opéra-comique en tres actes d'Adolphe Adam sobre un llibret francès d'Adolphe de Leuven i Léon Lévy Brunswick. S'estrenà a l'Opéra-Comique de París el 13 d'octubre de 1836.
L'òpera s'ha convertit en el més reeixit dels treballs d'Adam i amb el que és més conegut fora de França. L'òpera és sobretot coneguda per la difícil ària Mes amis, écoutez l'histoire que ha esdevingut una prova per a tenors a causa de l'exigent re sobreagut (re₄) al final de l'ària.

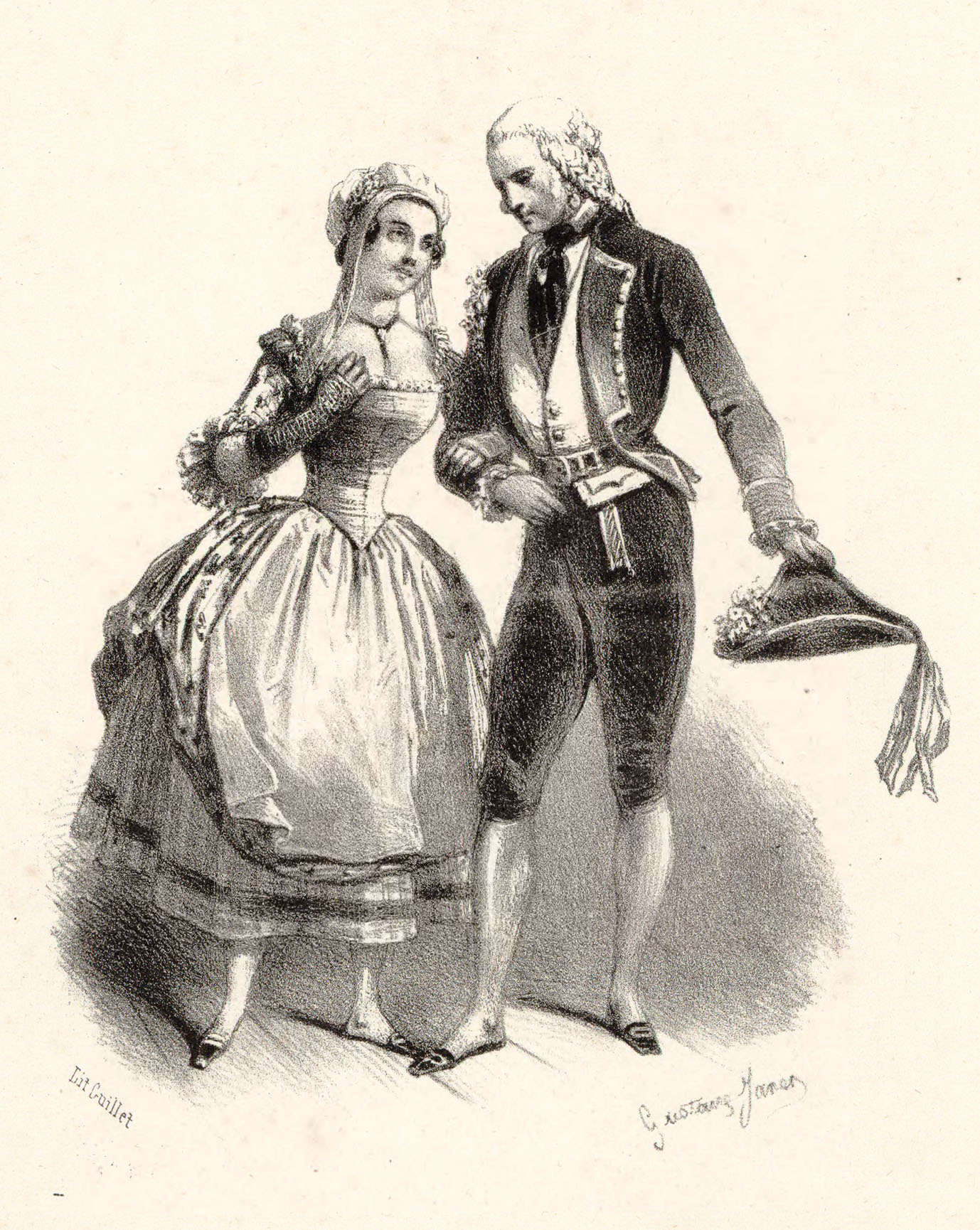
Prévost i Chollet, estrenaren Le postillon de Longjumeau

Es va estrenar un divendres i 13 i segons Adam: «Vaig escollir aquest dia i aquesta data, persuadit que em portaria sort. L'èxit va superar el que jo esperava. Va ser un verdader triomf.»
L'obra va aconseguir un èxit durable amb més de 500 representacions en pocs anys. Tanmateix, curiosament, mentre que va deixar més o menys completament de ser interpretada a França, va continuar la seva carrera fora de França, sobretot a Alemanya (i en alemany), en els repertoris de teatre de províncies i de les Komische Oper de les principals ciutats.
El 1936, va ser adaptada al cinema per l'actor i realitzador Carl Lamac, i el cèlebre tenor Joseph Schmidt prestava la seva veu al paper del postilló.
Recentment s'ha interpretat a Montecarlo el 1985, sent la gravació discogràfica més recent. Hi ha dues gravacions anteriors del difícil paper de l'ària Mes amis interpretades per Jan Van Kesteren i Helge Rosvaenge.